# جسيم داخلي

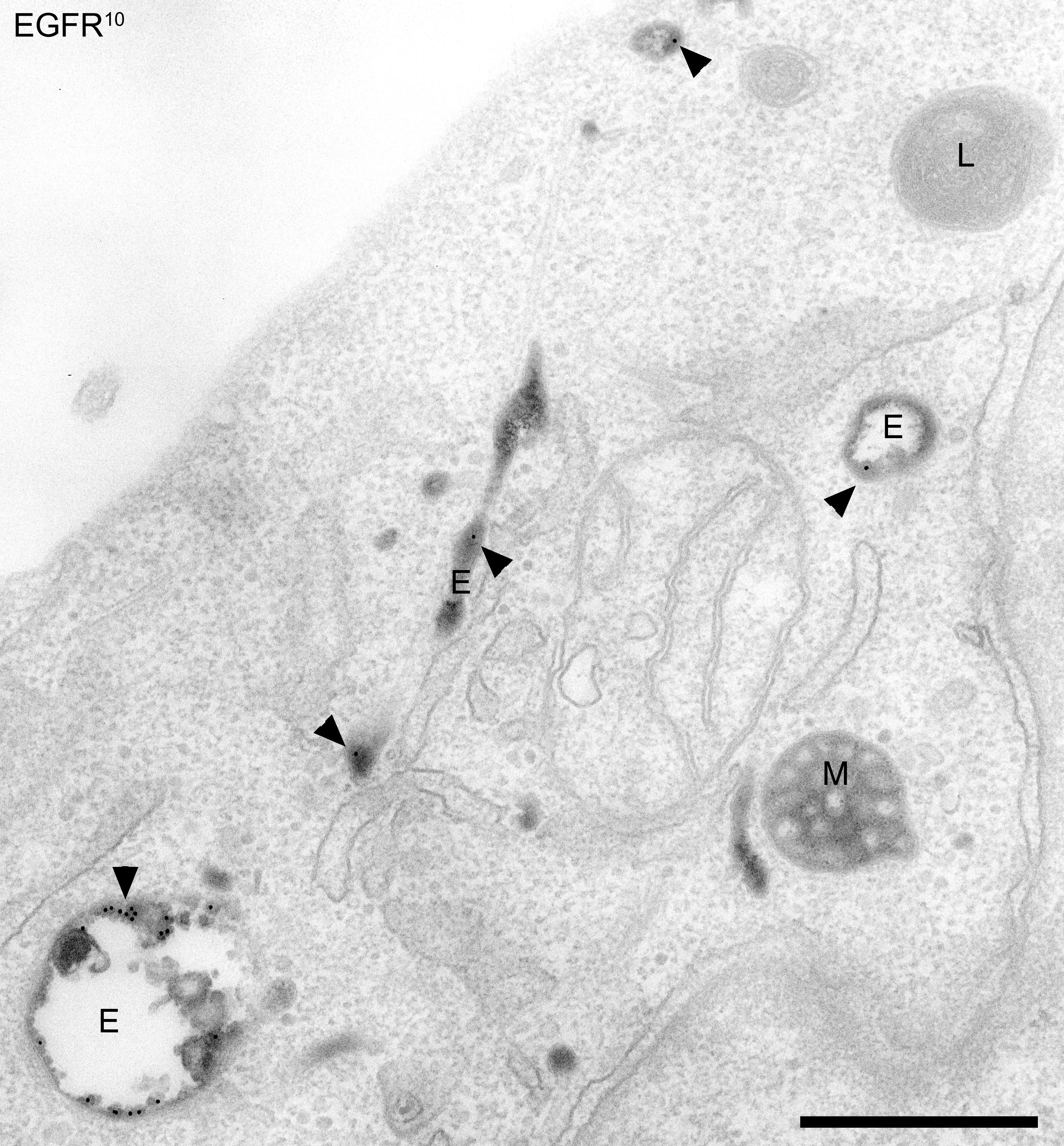
صورة مجهرية لجسيم داخلي في خلايا HeLa عند الإنسان. الجسيمات الداخلية حديثة التكون (مشار إليه بالرمز E، بعد خمس دقائق من إدخاله). يمكن مشاهدة الجسيم الداخلي المتأخر مشار إليه بالرمز M والجسم الحال مشار إليه بالرمز L، خط 500 نانوميتر.

الجسيم الداخلي أو جسم داخلي (الاسم العلمي: Endosome) هو حجرة محاطة بغشاء داخل الخلايا حقيقية النوى. وهو عبارة عن عضية ضمن مسار النقل الالتقامي الغشائي الذي ينشأ من شبكة مفروق غولجي. يمكن للجزيئات أو الربيطات الداخلة بالغشاء الخلوي أن تتبع هذا المسار وصولاً إلى الليزوزومات لتتحلل، أو يمكن إعادة تدويرها مرة أخرى إلى الغشاء الخلوي، ضمن دورة الالتقام الخلوي. تُنقل الجزيئات أيضًا إلى الإندوزومات من شبكة مفروق غولجي وإما تكمل طريقها إلى الليزوزومات أو يُعاد تدويرها إلى جهاز غولجي. يمكن تصنيف الإندوزومات إلى أولية ومفرزة وناضجة تبعًا للمرحلة التالية للاستبطان. تمثل الإندوزومات حجرات فرز رئيسية في النظام الغشائي الداخلي في الخلايا. في خلايا هيلا، يبلغ قطر الإندوزومات نحو 500 نانومتر عند النضج التام.

## الوظيفة
توفر الإندوزومات بيئة لفرز المواد قبل أن تصل إلى الليزوزومات الحالة. على سبيل المثال، يُنقل البروتين الدهني منخفض الكثافة (إل دي إل) إلى الخلية عن طريق الارتباط بمستقبلات إل دي إل على سطح الخلية. عند الوصول إلى الإندوزومات الأولية، تنفصل جزيئات إل دي إل عن مستقبلاتها، ويمكن إعادة تدوير المستقبلات على سطح الخلية. تبقى جزيئات إل دي إل في الإندوزوم وتُسلم إلى الليزوزومات للمعالجة. ينفصل البروتين الدهني منخفض الكثافة بسبب البيئة الحمضية قليلاً للإندوزوم الأولي، المتولدة من قبل مضخة بروتون غشائية فجوية تسمى في-أتيباز (V-ATPase). من ناحية أخرى، يملك عامل نمو البشرة ومستقبلاته رابطة مقاومة لدرجة الحموضة تستمر حتى يُسلم إلى الليزوزومات ليتحلل. تحمل مستقبلات المانوز 6- فوسفات ربيطات من جهاز غولجي موجهة إلى الليزوزوم بآلية مماثلة.

## الأنواع
توجد ثلاث أنواع مختلفة من الإندوزومات: الإندوزومات الأولية والإندوزومات الناضجة والإندوزومات المعاد تدويرها. تتميز عن بعضها بالوقت الذي يستغرقه وصول المواد الالتقامية إليها، والواسمات مثل بروتينات راب (Rab). تختلف أيضًا عن بعضها بالشكل. بمجرد أن تنفصل الحويصلات الالتقامية، تندمج بالإندوزومات الأولية. ثم تنضج الإندوزومات الأولية لتصبح إندوزومات ناضجة قبل أن تندمج بالليزوزومات.
تنضج الإندوزومات الأولية بعدة طرق لتكون الإندوزومات الناضجة. تزداد حموضتها بشكل رئيسي من خلال فعالية مضخات في-أتيباز. تُزال العديد من الجزيئات المعاد تدويرها عن طريق التمركز في المناطق الأنبوبية للإندوزومات الأولية. يعني فقدان هذه الأنابيب في مسارات إعادة التدوير أن الإندوزومات الناضجة تفتقر في الغالب إلى الأنابيب. ويزداد حجمها بسبب الاندماج مثلي النمط للإندوزومات الأولية ضمن حويصلات أكبر. تُفرز الجزيئات أيضًا ضمن حويصلات أصغر تتبرعم من الغشاء المحيط وتصل إلى لمعة الإندوزوم، مكونةً حويصلات داخل اللمعة (ILVs)؛ ما يؤدي إلى ظهور أشكال متعددة الحويصلات للإندوزومات، وبالتالي تُعرف باسم الإندوزومات متعددة الحويصلات أو الأجسام متعددة الحويصلات (MVBs). تستمر إزالة الجزيئات المُعاد تدويرها مثل مستقبلات الترانسفيرين ومستقبلات مانوز 6- فوسفات خلال هذه الفترة، وربما عن طريق تبرعم الحويصلات خارج الإندوزومات. أخيرًا، تفقد الإندوزومات بروتين راب5أي وتكتسب بروتين راب7أي، ما يجعلها جاهزة للاندماج بالليزوزومات.
اتضح أن اندماج الإندوزومات الناضجة مع الليزوزومات يؤدي إلى تكوين حجرة «هجينة»، تملك خصائص وسيطة بين الحجرتين الأصليتين.على سبيل المثال، الليزوزومات ذات كثافة أعلى من الإندوزومات الناضجة، وتكون الهجينة ذات كثافة متوسطة. تتصحح الليزوزومات باستعادة كثافتها الطبيعية العالية. لكن قبل حدوث ذلك، قد تندمج الإندوزومات الناضجة مع الحجرات الهجينة.
يُعاد تدوير بعض المواد إلى الغشاء البلازمي مباشرةً من الإندوزومات الأولية، لكن تهاجر معظمها عبر الإندوزومات المعاد تدويرها.
- تتكون الإندوزومات الأولية من شبكة حويصلية أنبوبيّة ديناميكية (حويصلات يصل قطرها إلى 1 ميكرومتر تتصل بأنابيب قطرها نحو 50 نانومتر). تتضمن الواسمات راب5أي وراب4 والترانسفرين ومستقبلاته وجين إي إي أي 1 (EEA1).
- الإندوزومات الناضجة، والمعروفة أيضًا باسم إم في بي، كروية بشكل أساسي، تفتقر إلى الأنابيب، وتحتوي على العديد من الحويصلات المتراصة داخل اللمعة. تشمل الواسمات راب7 وراب9، ومستقبلات مانوز 6-فوسفات.[12]
- تتركز الإندوزومات المُعاد تدويرها في مركز تنظيم الأنابيب الدقيقة وتتكون بشكل أساسي من شبكة أنبوبية. الواسم؛ راب11.[13]

يوجد مزيد من الأنواع الفرعية في الخلايا المتخصصة مثل الخلايا المستقطبة والبلاعم.
تنضج الجسيمات البلعمية والجسيمات الاحتسائية والجسيمات البلعمية الذاتية بطريقة مشابهة للإندوزومات، وقد تتطلب الاندماج مع الإندوزومات العادية لنضجها. يمكن لبعض العوامل الممرضة داخل الخلايا أن تخرب هذه العملية، مثلًا، عن طريق منع اكتساب راب7.
تسمى الإندوزومات الناضجة في بعض الأحيان حويصلات النقل الداخلي، ولكن استُخدم هذا المصطلح لوصف الحويصلات المتبرعمة من الإندوزومات الأولية والتي تندمج بالإندوزومات الناضجة. ومع ذلك، أثبتت الآن العديد من الملاحظات (الموضحة أعلاه) أنه من المحتمل أن يحدث النقل بين هاتين الحجرتين من خلال عملية النضج، بدلاً من النقل الحويصلي.
تختلف أنواع الإندوزومات أيضًا بسمة فريدة من نوعها وهي المادة الدهنية التي تكون أغشيتها. وُجد أن الفوسفاتيديل إينوزيتول الفوسفات (PIPs)، أحد أهم جزيئات التأشير الدهنية، يختلف بين الإندوزومات الأولية والناضجة. يوجد الفوسفاتيديل إينوزيتول 5،4- ثنائي الفوسفات في الأغشية الخلوية، الفوسفاتيديل إينوزيتول 3- فوسفات في الإندوزومات الأولية، الفوسفاتيديل إينوزيتول 5،3- ثنائي الفوسفات في الإندوزومات الناضجة والفوسفاتيديل إينوزيتول 4- فوسفات في شبكة مفروق غولجي. تساعد هذه الدهون على سطح الإندوزومات في توظيف البروتينات المحددة من العصارة الخلوية، وبالتالي تؤمن لها هويتها. تنتج عمليات التحول بين هذه الدهون عن العمل المتضافر لأنزيمات فوسفو إينوزيتيد كيناز والفوسفاتاز المتموضعة بشكل إستراتيجي.

## روابط خارجية
- التركيب ثلاثي الأبعاد لبعض البروتينات المرتبطة بغشاء الجسيم الداخلي